# Reynisfjall
Der Reynisfjall ist ein rund 340 m hoher Berg in der Gemeinde Mýrdalur im äußersten Süden von Island.
Seine Ausläufe reichen in Form von Klippen unmittelbar an die berühmte schwarze Küste von Vík í Mýrdal. Er gilt wegen seiner Nähe zu den in der Bucht befindlichen Felszinnen (Reynisdrangar) als ein bei Fotografen und Touristen beliebter Aussichtspunkt und zeitgleich als Sammelpunkt für Ornithologen, welche von dort aus das Verhalten verschiedener Tiere aus der Familie der Sturmvögel studieren. Wie die meisten anderen Berge in dieser Region verfügt Reynisfjall über eine nur sehr spärliche Vegetation, die sich vornehmlich durch Gräser, Flechten und vereinzeltes Buschwachstum auszeichnet. Der Aufstieg erfolgt über mehrere Serpentinen; von seiner Spitze aus kann bei guten Witterungsverhältnissen der Berg Hjörleifshöfði in östlicher Richtung erkannt werden. Auf der Kuppel findet sich ein Sendemast, der die Gebäude der Umgebung mit Radio- und Telefonnetz, sowie Internetempfang versorgt.